# سیارک ۵۹۴۱۷
سیارک ۵۹۴۱۷ (به انگلیسی: 59417 Giocasilli، نامگذاری:1999GD1) پنجاه و نه هزار و چهارصد و هفدهمین سیارک کشف شده‌است که در ۵ آوریل ۱۹۹۹ کشف شد.